# Jankov (district de Pelhřimov)
Pour les articles homonymes, voir Jankov.
Jankov (en allemand : Jankau) est une commune du district de Pelhřimov, dans la région de Vysočina, en République tchèque. Sa population s'élevait à 44 habitants en 2024.

## Géographie
Jankov se trouve à 12 km à l'est-sud-est de Pelhřimov, à 15 km à l'ouest de Jihlava à 102 km au sud-est de Prague.
La commune est limitée par Opatov au nord, par Dušejov à l'est, par Milíčov et Nový Rychnov au sud, et par Vyskytná à l'ouest.

## Histoire
La première mention écrite de la localité date de 1379.

## Transports
Par la route, Jankov se trouve à 14,5 km de Pelhřimov, à 18,5 km de Jihlava à 119 km de Prague.